# Celso Gamboa
Celso Manuel Gamboa Sánchez (Carmen, San José, 21 de abril de 1976) es un criminal, narcotraficante, blogger, expolítico, abogado costarricense, ex ministro de Seguridad y exmagistrado de la Sala III del Poder Judicial. 

## Formación profesional
Gamboa es Licenciado en Derecho y cuenta con una maestría en criminología además de un Doctorado en Derecho Penal y otro Doctorado en Inteligencia Policial con énfasis en gobernabilidad.  Tiene estudios en seguridad informática por la Organización de los Estados Americanos, así como el Programa Internacional de Liderazgo en el Departamento de Seguridad Local de Washington y contra el lavado de dinero por el Instituto Costarricense sobre Drogas (ICD), así como en derecho penal.
Fue profesor de Maestría en la Universidad Autónoma de Monterrey en delitos informáticos, profesor-instructor de la Escuela Judicial y el Organismo de Investigación Judicial y en la Universidad Latina de Costa Rica impartiendo el curso de derecho procesal penal.

## Cargos públicos
Gamboa fue Viceministro de seguridad pública durante la administración de Laura Chinchilla, luego el 3 de mayo de 2011 es nombrado Viceministro de la Presidencia y Director de Inteligencia y Seguridad el 8 de mayo de 2014. Otros cargos que ha ejercido han sido; Comisionado antidrogas, Fiscal adjunto de Limón, Fiscal adjunto de San José, Fiscal adjunto de Alajuela y Fiscal adjunto de Cartago. En 2014 se le nombra Ministro de Seguridad titular en el gobierno de Luis Guillermo Solís, cargo al que renuncia el 3 de febrero de 2015 para asumir como fiscal adjunto del Ministerio Público bajo la autoridad del fiscal Jorge Chavarría. La Asamblea Legislativa de Costa Rica le nombra con 43 votos Magistrado de la Sala III de la Corte Suprema de Justicia el 10 de febrero de 2016. Cargo del que es luego suspendido por tres meses por parte de la Corte Plena por su involucración en el escándalo del Cementazo el 19 de octubre de 2017, para luego ser destituido por el Parlamento a petición de la Corte el 10 de abril de 2018.

## Controversias
Gamboa tuvo seis investigaciones administrativas por sus accionar como fiscal que incluyeron la desaparición de una causa contra el alcalde de San José y candidato presidencial liberacionista Johnny Araya Monge, desestimación de cargos contra dos alcaldes del Partido Liberación Nacional, atención de un recurso de casación interpuesto por el Movimiento Libertario que no le correspondía, etc.
Gamboa también es co-imputado en el caso por tráfico de influencias que sigue la Fiscalía General dirigida por Emilia Navas Aparicio, por los vínculos amistosos que sostendría Gamboa con el empresario cementero Juan Carlos Bolaños a quien presuntamente habría beneficiado utilizando su influencia, y pesan sobre él cargos por presuntos abuso de autoridad, tráfico de influencias, incumplimiento de deberes, cohecho y prevaricato.
A raíz de estas acusaciones la Asamblea Legislativa le retiró la inmunidad de la que gozaba como magistrado y luego le destituyó del cargo. Durante la discusión del tema los diputados del Partido Acción Ciudadana Marco Vinicio Redondo y Marcela Guerrero Campos denunciaron que Gamboa les contactó privadamente asegurando que si no se le destituía el renunciaría voluntariamente para aceptar un cargo de trabajo para Google en México. Google luego negó que tal oferta laboral se hubiera hecho.
En 2019 trascendió que Gamboa fue escogido como representante legal del gobierno de Venezuela presidido por Nicolás Maduro en Costa Rica.
En junio de 2025 fue detenido en Costa Rica, junto con Edwin López Vega, conocido como "Pecho de Rata" para ser extraditados a Estados Unidos por presuntos delitos relacionados a tráfico internacional de drogas. La solicitud fue realizado por un tribunal de Dallas, Texas y serían los primeros costarricenses en ser extraditados por una reciente reforma a la Constitución Política, que permite la extradición de nacionales en casos de tráfico internacional de drogas y terrorismo.

## El Infierno en Costa Rica
Gamboa es apuntado como la persona tras el blog de denuncia política El Infierno en Costa Rica que se identificaba bajo el pseudónimo de "El Chamuko" y que anunció su retiro tras el escándalo del Cementazo. Se le considera el padre de los troles en Costa Rica debido a la influencia en la opinión pública que tenían sus publicaciones y estrategias de comunicación.

## Incursión al fútbol
El 28 de diciembre de 2020, Gamboa fue presentando en conferencia de prensa, a ser el presidente del club de la Primera División de Costa Rica de la zona caribeña, el Limón F. C..
El 25 de mayo de 2021, el equipo caribeño perdió los play-off por el no descenso ante el Sporting F. C. con el marcador global 3-2 a favor de Sporting F. C., perdiendo la máxima categoría, obligándolos a jugar en la Segunda División de Costa Rica.
El 12 de agosto de 2021, Gamboa hizo de manera pública, el comunicado que le escribió al propietario del Limón F. C., su renuncia a la presidencia del equipo caribeño.
En el año 2022, Gamboa tras ver la desaparición del Limón F. C. por lo que no pudo jugar en Segunda División de Costa Rica por problemas económicos, descendiendo de categoría, obligándolos a jugar en LINAFA, buscó la manera de traer un equipo caribeño a la Segunda División de Costa Rica, por lo que se reunió con la dirigencia de Marineros de Puntarenas de convencer a comprar su franquicia moviendo su sede de Puntarenas a Limón.
El 28 de abril de 2022, el equipo de Marineros de Puntarenas fue comprada su franquicia por el nuevo equipo caribeño Limón Black Star, logrando jugar en la Segunda División de Costa Rica en la temporada 2022-23. Celso en esta ocasión se mantuvo como socio del equipo caribeño.